# بخش راسکازوفسکی
بخش راسکازوفسکی (به لاتین: Rasskazovsky District) یک سکونتگاه مسکونی در روسیه است که در استان تامبوف واقع شده‌است.